# Lummelunda
Lummelunda ist eine Ortschaft  auf der schwedischen Insel Gotland, 17 km nördlich von Visby. In dem Ort liegt die Kirche von Lummelunda. Lummelunda ist auch namensgebend für das Kirchspiel (schwedisch socken) Lummelunda und die etwa 4,5 km südlich gelegene Grotte von Lummelunda.
Das Statistiska centralbyrån hat den südlichen Teil des Ortes zusammen mit dem dort anschließenden Etebols als småort Lommelunda och Etebols ausgewiesen.

## Geschichte
1350 hieß der Ort „Lomalunda“. Der Name rührt vermutlich vom Pfarrhof. Für den ersten Namensteil ist keinerlei Übersetzung bekannt, während die Endung „lund“ für „Gehölz“ oder „kleine Waldung“ stehen könnte, vielleicht ein heiliger Hain aus heidnischen Zeiten.
Das Kirchspiel Lummelunda liegt an der Westküste Gotlands, der Ort selbst etwa 1,5 km von der Küste entfernt. Das Gebiet des Kirchspiels ist von flachem Gelände und bewaldeten Steilküsten im Nordwesten geprägt.
Lummelunda hatte am 31. Dezember 2010 109 Einwohner und 20 ha. Das Kirchspiel Lummelunda hatte 397 Einwohner und 23,79 km², wobei alles Landfläche ist.
Das Naturreservat mit der Grotte von Lummelunda befindet sich im Kirchspiel Lummelunda etwa 4,5 km südlich des Ortes und der Kirche. Hofnamen im Kirchspiel Lummelunda sind: Björkume, Burge, Etebols, Kambs, Kinner, Lummelunda annexet, Lundbjers, Niome, Nygranne, Nyhamn, Skarpek, Skomakre, Smiss, Snaldarve, Tjauls, Överstekvarn.

## Archäologische Fundplätze
Im Kirchspiel befinden sich Sliprännor.
Bekannt ist das Gebiet auch für Gräber aus der Steinzeit und 15 Grabfelder aus der Eisenzeit.
Der frühmittelalterliche Burgeschatz wurde 1967 bei Lummelunda gefunden.